# Astrotricha asperifolia
Astrotricha asperifolia là một loài thực vật có hoa trong Họ Cuồng. Loài này được F.Muell. ex Klatt mô tả khoa học đầu tiên năm 1859.